# Zjili-byli
Zjili-byli (russisk: Жили-были) er en russisk spillefilm fra 2018 af Eduard Parri.

## Medvirkende
- Fjodor Dobronravov som Grishka
- Roman Madjanov som Lyokha
- Irina Rozanova som Tatiana